# Таболето (Торино)
Таболето је насеље у Италији у округу Торино, региону Пијемонт.
Према процени из 2011. у насељу је живело 38 становника. Насеље се налази на надморској висини од 417 м.